# 1807년 반란법
1807년 반란법(영어: Insurrection Act of 1807)은 미국 대통령이 시민 소요나 반란, 연방 정부에 대한 무장 봉기를 진압하는 등의 특정한 상황에 미군을 동원하거나 주방위군을 연방에 소속되게 할 수 있도록 하는 미국 연방법이다. 이는 대통령이 미국 내에서 법 집행을 위해 군을 동원하는 것을 제한한 1878년 민병대법(Posse Comitatus Act)의 예외를 형성한다.